# Phenes
Phenes is een geslacht van echte libellen uit de familie van de Petaluridae.

## Soorten
- Phenes raptor Rambur, 1842